# Spermalie
Spermalie is een gehucht in de Belgische gemeente Middelkerke in de provincie West-Vlaanderen. Het ligt in de Polders op de grens van Schore, Slijpe en Sint-Pieters-Kapelle, deelgemeenten van Middelkerke. Het was in de jaren 70 ook een aantal jaar een zelfstandige gemeente. Door Spermalie loopt de Lekevaart.

## Geschiedenis
Rond 1200 stichtte een edelvrouw Gela nabij Slijpe een kapel met klooster bij de plaats Honkevliet op nieuw ingepolderd land op de rechteroever van de IJzer. Uit deze plaats zou later Sint-Pieters-Kapelle ontstaan. De nieuw ontgonnen grond werd ook wel "Nieuwland" genoemd, de abdij "Nieuwlandabdij". Rond 1235 sloot het klooster zich aan bij de cisterciënzers.
In 1228 kocht Egidius van Bredene, die naast het Kasteel van Male een landgoed bezat, een domein nabij Sijsele. Hij kocht het van Willem van Oostkerke, die het van de Graaf van Vlaanderen in leen hield. In oorkonden uit die tijd dook de naam Spermalie voor het eerst op als Sparemailge, wat staat voor "spaeremaelghen" of "drooggelegd moeras". Egidius kon het domein in 1231 vrijmaken van fiscale verplichtingen en in 1239 schonk hij het aan de cisterciënzers, op voorwaarde dat ze hun klooster bij Slijpe naar Sijsele overbrachten. In 1241 en de volgende jaren werd de abdij overgebracht en kreeg in Sijsele de naam "Onze-Lieve-Vrouw van Nieuw Jeruzalem, gezeid Spermalie", meestal informeel Spermalieabdij genoemd. Het klooster in Sint-Pieters-Kapelle werd een abdijhoeve, nu het Spermaliehof.
De Spermalieabdij bij Sijsele kende de volgende eeuwen een bloei, maar raakte rond 1578-1579 verwoest als gevolg van de godsdienstoorlogen. Enkel een abdijhoeve bleef daar bestaan. De kloosterlingen weken uit naar de stad Brugge en vestigden er zich in het zogenaamde Duinenhof. De naam Spermalie bleef ook hier aan verbonden. Het Brugse klooster werd de volgende eeuwen uitgebouwd. In de negentiende eeuw werd de voormalige abdij de vestiging van een nieuwe kloostercongregatie die de naam en tradities van haar voorgangster overnam, en er een groot MPI stichtte voor de opvang en begeleiding van mindervalide kinderen, hoofdzakelijk gehoor- en gezichtsgestoorden: het Koninklijk Instituut Spermalie. Halverwege de 20ste eeuw zou hieruit ook de Hotel- en Toerismeschool Spermalie ontstaan.
De Ferrariskaart uit de jaren 1770 toont de site van de abdijhoeve nabij Spermalie tussen Schore en Sint-Pieters-Kapelle en toont ook een windmolen langs de Lekevaart. De site van de voormalige abdij in Sijsele wordt aangeduid als "het goed Spermallie".
Na de Franse Revolutie werd de abdijhoeve in Sint-Pieters-Kapelle net als veel andere kerkelijke goederen verbeurd verklaard. De naam was reeds in de Franse tijd de naam van een sectie van de gemeente Schore. De Atlas der Buurtwegen uit het midden van de 19de eeuw toont hier het gehucht Spermalie.
In de Eerste Wereldoorlog lag Spermalie nabij het IJzerfront. De abdijhoeve werd na de oorlog wederopgebouwd.
In 1971 ontstond de gemeente Spermalie uit het samenvoegen van Schore, Mannekensvere, Slijpe en Sint-Pieters-Kapelle (dat een stuk van Zande had aangehecht gekregen). De gemeente werd in het westen begrensd door de IJzer. In 1977 werd de gemeente echter opgeheven en werden de deelgemeenten bij Middelkerke gevoegd.

## Bezienswaardigheden
- het beschermde Spermaliehof, een hoeve op de site van de vroegere abdijhoeve

## Politiek
Spermalie had een gemeentebestuur en burgemeester van 1971 tot de fusie van 1977. Eerste en enige burgemeester van de gemeente was Pol Vermander, die daarvoor burgemeester van Slijpe was geweest.

## Verkeer en vervoer
Door Spermalie loopt de Brugsesteenweg N367, de weg van Nieuwpoort naar Brugge. Hierop sluit de N302 naar Schore aan.

## Sport
In Slijpe speelt een voetbalclub genoemd naar de plaats, SK Spermalie, actief in de provinciale reeksen van de KBVB.